# Graciliderolus parvus
Graciliderolus parvus là một loài bọ cánh cứng trong họ Cerambycidae.